# Cooksonia
Cooksonia je rod vyhynulých suchozemských vyšších rostlin, řazených mezi rhyniové rostliny. Nese jméno po paleontoložce Isabel Cooksonové. Její fosílie představují pravděpodobně nejstarší známé cévnaté rostliny, neboť se datují již do doby mezi spodním a svrchním silurem (před 428 milióny lety). Nejmladší nálezy pochází z počátku devonu. Cooksonia tedy na Zemi rostla nejméně 13 miliónu let. Některé zkameněliny byly objeveny i v Česku včetně té nejstarší dosud známé rostlinné makrofosilie (Cooksonia barrandei) pocházející z lokality Barrandovy jámy u Loděnic. Její stáří se odhaduje přibližně na 432 miliónů let.

## Popis
Cooksonia dosahuje na výšku jen několik centimetrů a podle její prosté stavby se zdá, že je jednou z nejjednodušších cévnatých rostlin vůbec. Skládá se z stonků, které se několikrát větví, a z malých kulovitých sporangií (výtrusnic), v nichž vznikaly výtrusy. Uvnitř se nacházejí podle paleontologických průzkumů fosílií vodivá pletiva připomínající svou stavbou tracheidy.

## Zástupci

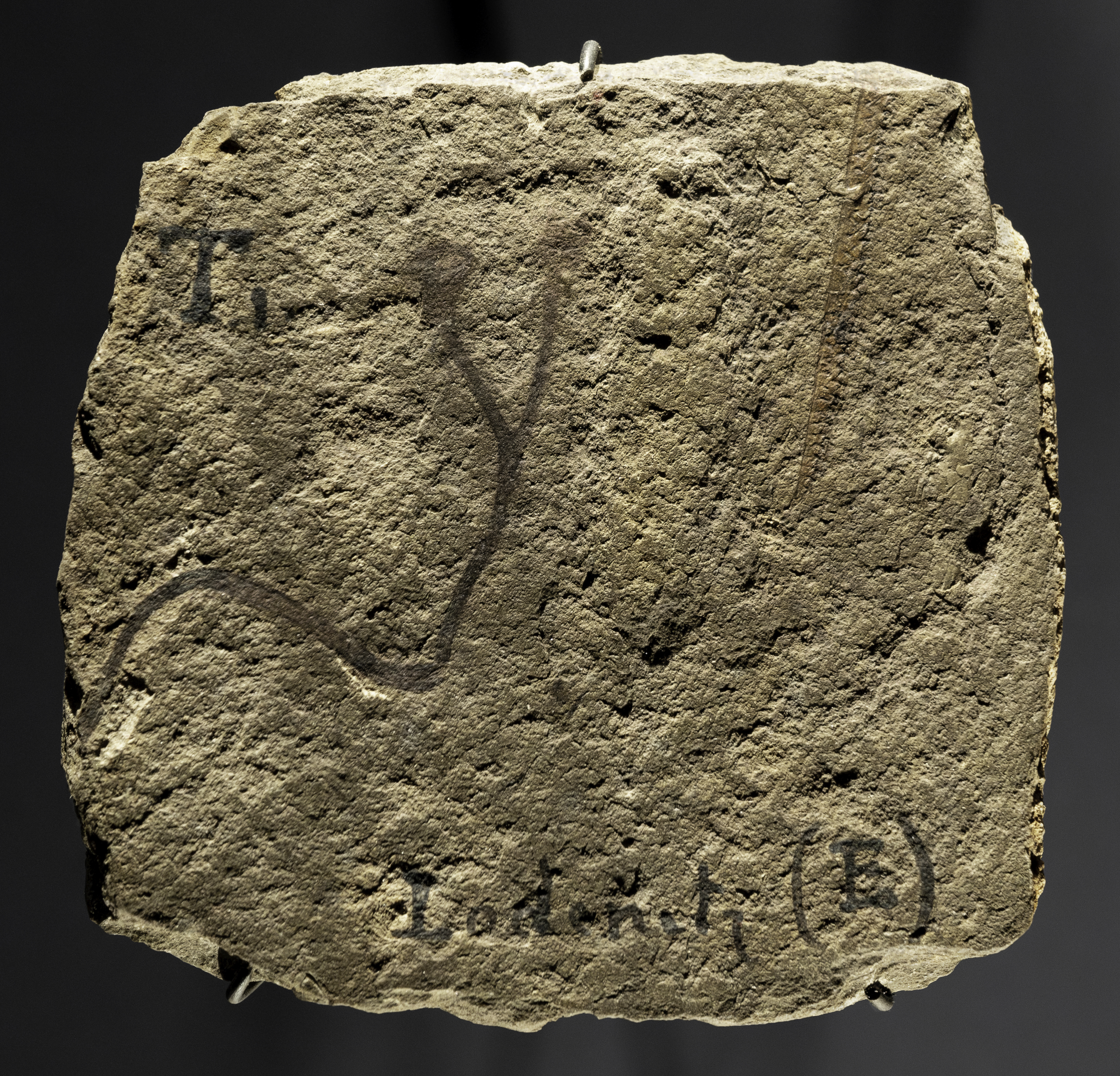
Cooksonia barrandei – nejstarší známá rostlinná makrofosilie stará 432 milionů let. Expozice Národního muzea, nález Joachima Barranda.

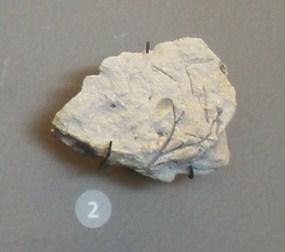
Cooksonia paranensis

Byly popsány i druhy, které se navzájem liší některými strukturními znaky především na výtrusnici:
- Cooksonia barrandei
- Cooksonia pertoni
- Cooksonia caledonica
- Cooksonia cambrensis
- Cooksonia hemisphaerica
- Cooksonia paranensis
- Cooksonia bohemica